# Chlorestes cyanus
El zafiro gorgiblanco o zafiro de cabeza azul (Chlorestes cyanus), también denominado picaflor lazulita, es una especie de ave apodiforme de la familia Trochilidae —los colibríes— perteneciente al género  Chlorestes, anteriormente incluida en el género  Hylocharis .  Es nativa de América del Sur.

## Distribución y hábitat
Se encuentra en Argentina, Bolivia, Brasil, Colombia, Ecuador, la Guayana francesa, Guyana, Perú, Surinam y Venezuela.

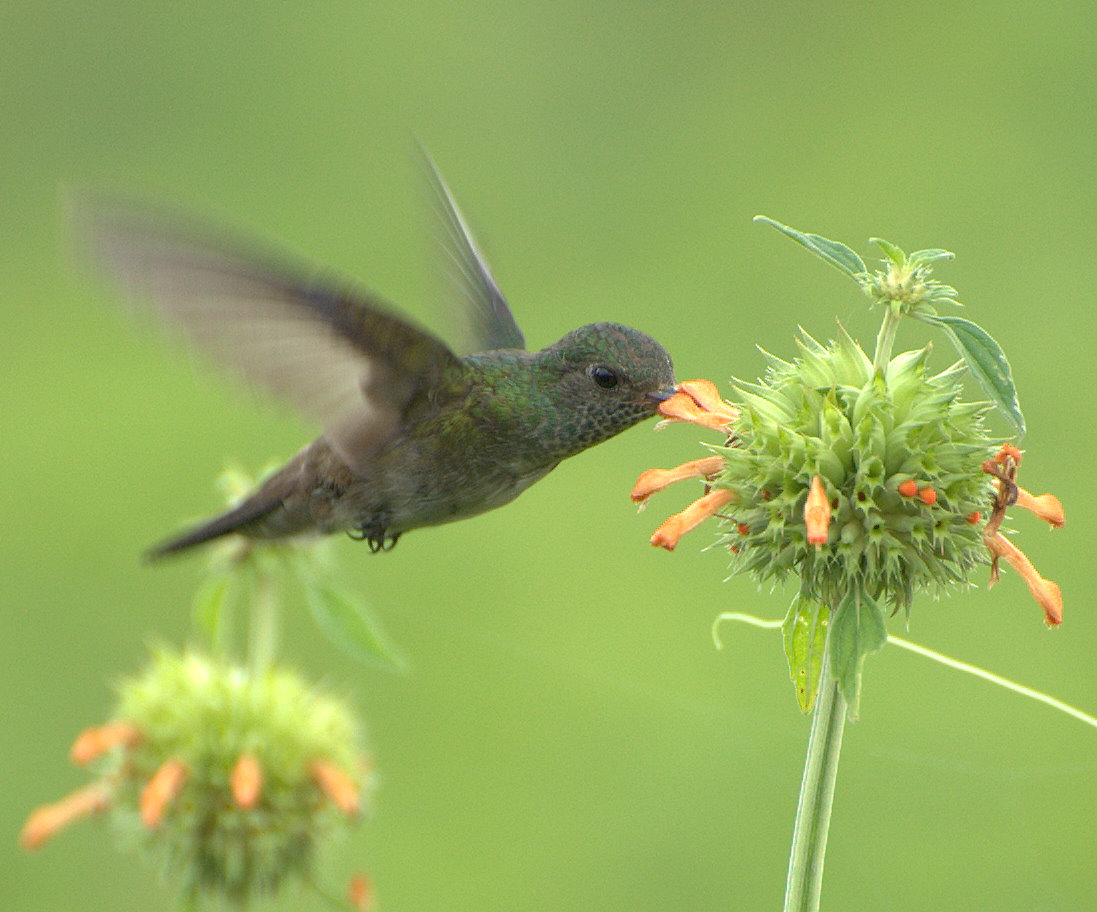
Hembra alimentándose.

Sus hábitats naturales son las selvas húmedas tropicales y subtropicales y las regiones de matorral secas. También puede vivir en zonas arboladas muy humanizadas.

## Descripción
Mide en promedio 8,8 cm de longitud. El macho es de color verde oscuro con la cabeza, la garganta y el pecho de coloración azul violácea y el vientre blancuzco. Presenta pico rojizo con punta negra. La hembra tiene la corona y el dorso verdes y las partes inferiores blancas grisáceas.
Su canto suena como zíbu-ziiiiiiii, hítzi…,

## Reproducción
Su nido es construido sobre un tallo de hierba, colgando de una raíz fina. La hembra pone dos huevos.

## Taxonomía
Se han descrito 5 subespecies:
- Chlorestes cyanus conversa,  (Zimmer, 1950).
- Chlorestes cyanus cyanus,  (Vieillot, 1818).
- Chlorestes cyanus griseiventris,  (Grantsau, 1988).
- Chlorestes cyanus rostrata, (Boucard, 1895).
- Chlorestes cyanus viridiventris, (Berlepsch, 1880).